# Immaculatakirken
Immaculatakirken (latin immaculata: ubesmittet) ligger på Strandvejen 91 på Østerbro i København. Den er katolsk og hører til Sankt Joseph Søstrenes Ordenssamfund. Kirken udgør nordfløjen i ordenens firlængede bygningskompleks på Strandvejen.

## Kirkebygningen
Bygningen er opført i 1904-05 med Christian Mandrup-Poulsen og Martin Larsen som arkitekter. Den er i røde musten med et skifertækket ryttertag. Koret er tilbygget i vestenden som en lidt lavere bygning med polygonal afrunding. Stilen er gotisk. Indgangen er i østgavlen gennem en murstensportal med en spidsbuet døråbning. Over portalen sidder et stort cirkulært vindue. Facaden er fagopdelt af stræbepiller af musten, i tre afsæt. Vinduerne er høje og spidsbuede, med kraftigt stavværk. Skibets vestligste fag har en lav tilbygning med pulttag. Oprindeligt havde kirken en lille tagrytter i østenden.

### Interiør
Kirkens østfag er delt i to etager, hvor den nederste udgør en forstue, eller våbenhus om man vil, og den øverste orgelpulpituret. Resten af kirkerummet er i fuld højde og dækket af krydshvælv. Væggene og hvælvingerne står i hvidt, bortset fra gjordbuer og pilastre, som er i blank rød mursten, samt dørene som er gråmalede. De samme farver går igen i gulvets flisebelægning. Tilbygningen på nordsiden og den tilsvarende niche på sydsiden giver rummet antydningen af korsform.
Koret er hævet fire trin over skibet, og flankeres af store træstatuer af hhv. Maria med Jesusbarnet og Joseph. Tidligere havde kirken inventar i gotisk stil, men det er udskiftet med alter, læsepult og tabernakel i en enkel moderne stil med kannelerede sokler, udført i træ. Alle tre dele er placeret i koret. Over alteret hænger et trækrucifiks. Skibets bænke er de originale i lakeret træ med røde hynder. Under de højtsiddende vinduer er væggene i både skib og kor forsynet med en frise af dværghalvsøjler forbundet med kløverbladsbuer. I skibet hænger der, fordelt mellem søjlerne, 14 små bronzerelieffer som fremstiller Korsvejens 14 stationer.
Kirkens vinduer har alle glasmalerier af Gustave Ladon. De er udført i 1908 i Gent. Orglet på orgelpulpituret er udført af Chr. Winther & Th. Frobenius i 1911. Det har 14 stemmer fordelt på to manualer og pedal. Orgelfacaden er i gotisk stil, og instrumentet er udformet, så det ikke dækker det runde vindue i østgavlen, hvis glasmaleri fremstiller Kristus og de fire evangelister.
- Interiør fra øst
- Interiør fra vest
- Kor
- Vindue i skibet